# Lasia
Lasia is een vliegengeslacht uit de familie van de spinvliegen (Acroceridae).

## Soorten
- L. klettii Osten Sacken, 1875
- L. purpurata Bequaert, 1933